# M Геркулеса
m Геркулеса (лат. m Herculis) — кратная звезда в созвездии Геркулеса на расстоянии приблизительно 330 световых лет (около 101 парсек) от Солнца. Возраст звезды определён как около 200 млн лет.

## Характеристики
Первый компонент (HD 150378A) — бело-голубая звезда спектрального класса B9V, или A0IV, или A0V, или A0, или A1V. Видимая звёздная величина звезды — +5,77m. Масса — около 2,999 солнечных, радиус — около 2,548 солнечных, светимость — около 42,5 солнечных. Эффективная температура — около 9543 K.
Второй компонент (HD 150378B) — белая звезда спектрального класса A3IV, или A5V. Видимая звёздная величина звезды — +7,8m. Масса — около 1,42 солнечной, радиус — около 1,89 солнечного. Орбитальный период — около 9120 суток (24,969 года). Удалён на 0,147 угловой секунды (6540 а.е.).
Третий компонент (HD 150379) — бело-голубая звезда спектрального класса B9V, или A0. Видимая звёздная величина звезды — +6,92m. Масса — около 1,9 солнечной, радиус — около 1,708 солнечного, светимость — около 11,77 солнечных. Эффективная температура — около 8397 K. Орбитальный период — около 72443596 суток (198340 лет). Удалён на 69,3 угловых секунды.
Четвёртый компонент (UCAC2 33240903) — жёлто-белая звезда спектрального класса F. Видимая звёздная величина звезды — +11,4m. Радиус — около 1,4 солнечного, светимость — около 2,916 солнечных. Эффективная температура — около 6369 K. Удалён от третьего компонента на 25,7 угловых секунды.

## Планетная система
В 2019 году учёными, анализирующими данные проектов HIPPARCOS и Gaia, у звезды обнаружены планеты.